# Синшань (Ичан)
Синша́нь (кит. упр. 兴山, пиньинь Xīngshān) — уезд городского округа Ичан провинции Хубэй (КНР).

## История
В эпоху Троецарствия северная часть уезда Цзыгуй была в 260 году выделена в отдельный уезд, получивший название Синшань. В эпоху Южных и Северных династий оба уезда были присоединены к уезду Чаннин (长宁县). Во времена империи Суй уезд Чаннин был в 581 году переименован в Цзыгуй. Во времена империи Тан в 620 году из уезда Цзыгуй был вновь выделен уезд Синшань. Во времена империи Мин он был в 1442 году присоединён к уезду Бадун, но в 1471 году воссоздан опять.
После образования КНР в 1949 году был создан Специальный район Ичан (宜昌专区), и уезд вошёл в его состав. В 1959 году Специальный район Ичан был расформирован, а вместо него был образован Промышленный район Иду (宜都工业区), но в 1961 году Промышленный район Иду был расформирован, и был вновь создан Специальный район Ичан. В 1970 году Специальный район Ичан был переименован в Округ Ичан (宜昌地区).
В 1992 году город Ичан и округ Ичан были объединены в городской округ Ичан.

## Административное деление
Уезд делится на 6 посёлков и 2 волости.